# خط طول 154° شرق
خط طول 154° شرق هو أحد خطوط الطول الجغرافية، والتي تمتد من القطب الشمالي الجغرافي إلى القطب الجنوبي الجغرافي، وحسب التحويل الزمني يتقدم خط طول 154° شرق عن خط غرينتش بـ10 ساعة و16 دقيقة.

## من القطب إلى القطب
ينطلق خط طول 154° شرق من القطب الشمالي نحو القطب الجنوبي مرورا بالمناطق التي ترد في الجدول التالي:
| الإحداثيات                           | البلد أو الإقليم أو البحر | ملاحظات |
| ------------------------------------ | ------------------------- | --- |
| 90°0′N 154°0′E / 90.000°N 154.000°E  | المحيط المتجمد الشمالي    | |
| 76°56′N 154°0′E / 76.933°N 154.000°E | بحر سيبيريا الشرقي        | |
| 70°54′N 154°0′E / 70.900°N 154.000°E | روسيا                     | ياقوتيا ماغادان أوبلاست — من 65°52′N 154°0′E / 65.867°N 154.000°E |
| 59°4′N 154°0′E / 59.067°N 154.000°E  | بحر أوخوتسك               | |
| 48°57′N 154°0′E / 48.950°N 154.000°E | روسيا                     | ساخالين أوبلاست — جزر جزيرة إيكارما و Shiashkotan, جزر الكوريل |
| 48°43′N 154°0′E / 48.717°N 154.000°E | المحيط الهادئ             | مرورا بشرق the جزيرة مينامي-توري-شيما, اليابان (في 24°17′N 153°59′E / 24.283°N 153.983°E) · مرورا بشرق Lukunor atoll, ولايات ميكرونيسيا المتحدة (في 5°30′N 153°49′E / 5.500°N 153.817°E) · مرورا بغرب Nissan Island, بابوا غينيا الجديدة (في 4°32′S 154°14′E / 4.533°S 154.233°E) |
| 4°18′S 154°0′E / 4.300°S 154.000°E   | بحر سليمان                | |
| 11°21′S 154°0′E / 11.350°S 154.000°E | بابوا غينيا الجديدة       | Rossel Island |
| 11°24′S 154°0′E / 11.400°S 154.000°E | بحر المرجان               | مرورا عبر أستراليا's جزر بحر المرجان |
| 29°59′S 154°0′E / 29.983°S 154.000°E | المحيط الهادئ             | |
| 60°0′S 154°0′E / 60.000°S 154.000°E  | المحيط الجنوبي            | |
| 68°24′S 154°0′E / 68.400°S 154.000°E | القارة القطبية الجنوبية   | الإقليم الأسترالي في القارة القطبية الجنوبية, المطالب الإقليمية بالقارة القطبية الجنوبية by أستراليا |